# 廣深鐵路
- 關於原广九铁路，請見「廣九鐵路」。
- 關於與「廣九鐵路」名稱相近或相同的條目，請見「廣九鐵路 (消歧義)」。
- 關於经由本线的城際動車，請見「广深城际动车组列车」。
- 關於該鐵路現營運公司，請見「广深铁路股份」。

廣深鐵路，又稱廣深線，现由中国铁路广州局集团下屬的廣深鐵路公司營運。线路全長147公里，為I級鐵路幹線。广州东至深圳段均為四线 ，其中一、二线分别为上行和下行的最高時速200公里级别高速线路（现最高运营时速为160公里/小時），目前仅供动车组列車行走。而三、四线分别为上行和下行的最高時速160公里级别普速线路（现最高运营时速为140公里/小時），供普通客運或貨運列車行走，同時包括部分动车组列车。為減少貨物列車對日間旅客列車運行的干擾，大多數货物列车均安排在夜间运行。
原為廣九鐵路（华段）（1911年至1949年），廣九鐵路是1910年開始連接廣東廣州與香港九龍的城際鐵路系統，也是連接廣州及九龍的第一條鐵路。當時分為兩部份，中國境內的路段稱作華段，香港境內的路段稱作英段（當時香港是英國殖民地），路軌等基建設施分兩地管理。鐵路始建於1906年，英段於1910年通車，華段則於1911年通車。來往兩地的直通車服務曾因二戰及後來中國大陸政權變更而停辦，來往兩地的長途列車（廣九直通車）於1979年中國實行改革開放和成立深圳經濟特區才恢復行走。該路段後來由兩間不同公司營運，分別是广深铁路股份營運的廣深鐵路（原華段）及港鐵公司營運的東鐵綫（原英段）。
廣深鐵路在广州站与京广铁路和广茂铁路连接，在常平站與京九铁路连接，在平湖南站与平南铁路、平盐铁路以及厦深铁路平湖南联络线连接，在南端经罗湖桥與港鐵公司營運的東鐵綫相接通到香港的紅磡站。另外设有连接广州鱼珠码头、黄埔新港和石龙港的支线。

## 历史
广深铁路的前身為廣九鐵路（华段），於1911年通车，为单线非电气化铁路。期间曾因第二次中日战争和国共内战、线路受到损毁而数次停止营运。1949年10月1日，中华人民共和国成立，但国共内战的余波仍在持续。1949年10月14日，解放军接管广州市，广九直通列车中断运行。三天后，解放军先后占领塘頭廈、天堂围、深圳等地，广州至石龙区间恢复通车。10月18日，中国人民解放军广州军事管制委员会铁道处成立。10月23日，广州军管会交通接管委员会铁道处，宣布接管广东省境内铁路。
1949年10月26日，广九铁路广州至深圳段恢复通车，但列车不能直接开往香港。同月，广九铁路华段改称广深铁路。1949年12月7日，衡阳铁路管理局广州铁路分局成立，广深铁路划归广州铁路分局管辖。
1950年，深圳墟火车站遷到較接近羅湖口岸、罗湖桥的現址，与香港的罗湖站仅一桥之隔，并在1953年更名深圳站。1951年，广州铁路分局对广州地区铁路及站场进行调整，广州东站更名为广州站，成为广州市内最主要的铁路客运站。1953年1月，铁道部决定对全国铁路运输体制机构进行调整，衡阳铁路管理局改组为广州铁路管理局和柳州铁路管理局，原广州铁路分局改组为运输分局，广深铁路归广州运输分局管辖。
1959年7月下旬，广深铁路沿线暴雨成灾，路基多处冲成缺口，中断行车15天。1966年6月下旬，广东东江发生严重水灾，广深铁路仙村至石龙段被洪水淹没，线路破坏较严重。为了彻底解决长期困扰广深铁路的水患问题，铁路部门于1966年至1967年对线路进行了大幅改造，包括抬高路基、加宽路基、修建排水设施等，筑成全面防护体系。1967年至1969年，广深铁路全线进行大修，这次大修的目的是提高线路运输能力，包括更换钢轨、铺设钢筋混凝土轨枕，并铺设无缝路轨多段，共102.2公里。广深铁路是中国最早试验无缝路轨的铁路之一，早在1957年开始在吉山至下元区间焊接短距离无缝路轨，1960年建成使用，1964年试验完毕后拆除路轨进行整修。
1974年4月10日，在原流花桥站改建的广州新客站建成使用，广深铁路起点由原广州站（大沙头站）改成广州新客站，广深铁路全长调整为147.261公里。自此，广州站成为京广、广三、广深三条铁路的交汇点。而广深铁路改线之后，位于大沙头的原广州站恢复广州东站旧称，其所有客运业务逐步移至广州新客站，大沙头火车站暂时作为简易客车技术整备作业站保留。至1980年代，伴随广州的城市发展，昔日处于城市边缘的大沙头火车站已经被城市包围。1984年11月，广州东客技站至天河一段原广九铁路被拆除，云永联络线随之撤销，如今成为了广州市内环路的一部分；而大沙头火车站也于1985年初被清拆。
1976年10月16日，由深圳開往廣州的92次特快列車在广深线41公里处脱轨，18名旅客受伤，中断行车近25小时。
1979年4月4日，來往廣州至九龍的廣九直通車在廣深鐵路以及九廣鐵路英段上重新運作。

#### 复线建设
1980年代起，深圳成立了经济特区，珠三角地区经济迅速发展，进口货物和旅客大量增加，原有广深铁路单线难以满足运输需要。为此，与广东省政府商议后，广州铁路局于1981年6月10日，向铁道部报送《广深铁路改造设计任务书》，请求增建广深铁路复线。1983年6月25日，国务院批复了有关计划。惟当时国内尚有不少等待改造、新建的铁路项目，国家铁路建设资金紧张，故广州铁路局与国务院协商后，决定选择自筹资金、以路养路、以路建路的改革方式。
1983年12月15日，被誉为中国铁路改革“第一号种子”的广深铁路公司在深圳成立，1984年1月1日正式开始营运，直接隶属于广州铁路局；国家允许公司从高度集中的国家铁路管理体制中脱离出来，实行“自主经营，自负盈亏，自我改造，自我发展”的经济承包责任制，其实行的新型管理模式称为“广深模式”。国家不给分文，公司自行承担广州至深圳间铁路客货运输和对外服务业务，实行客货运输价格上浮50%和上缴利润递增包干的特殊政策，并靠自身创造的利润来自行分阶段完成广深铁路复线电气化改造建设。
广深铁路公司有独立的设计施工审核权、客货运输经营权、行车调度指挥权、对外业务洽谈权和外汇留成使用权。公司领导体制的改革，加快了铁路工程进展速度，缩短、简化了铁路工程设计审批程序。广深铁路复线工程以分项招标方式进行施工单位招标，并于1984年2月27日开展施工。为了配合深圳市路网工程，自深圳北站（现笋岗站）至深圳站区间一段复线改建为高架铁路；而石龙南、北大桥一段，因大桥工程艰巨，且经核算该段运输能力尚能满足近期要求，故暂不进行复线改造。整个复线改造项目共投资7亿元人民币，于1987年1月26日通车，成为当时广东省第一条复线铁路。工程完成后，广深铁路上行线全长142公里，下行线全长147.1公里，最小曲线半径由原来的450米改善至800—1000米，列车最高运行速度为110公里/小时。复线建设对广深铁路的运输能力产生显著的提高，综合运输能力提高70%。在复线开通的1987年，广深铁路旅客发送量达到了1467.89万人次，是1983年的152%；年货物发送量为754.2万吨，年货物到达量1064.1万吨，分别是复线前的176%和165%。
在建设广深铁路复线的同时，广州东新客站的建设规划随之提上日程。广州市承办了1987年第六届全国运动会（六运会），并建设天河体育中心作为六运会会场。由于从广州站到天河体育中心的路程较长，于是开始考虑在天河体育中心附近建设一个铁路客运站，作为六运会的配套设施，故决定将广深铁路天河站作为广州第二大铁路客运站，专办广深、广九客车始发终到。改造后的天河站于1987年在六运会开幕之前投入使用。为提高车站的知名度，天河站于1988年4月1日更名为广州东站。

#### 提速改造
广深铁路是中国最早实现在既有线上提速的铁路试点。由20世纪90年代起，多次对线路进行提速改造，广深铁路的提速经验后来獲陆续推广到三大干线（京广铁路、京沪铁路、陇海铁路），为后来的中国铁路大提速打下了基础。

##### 準高速改造

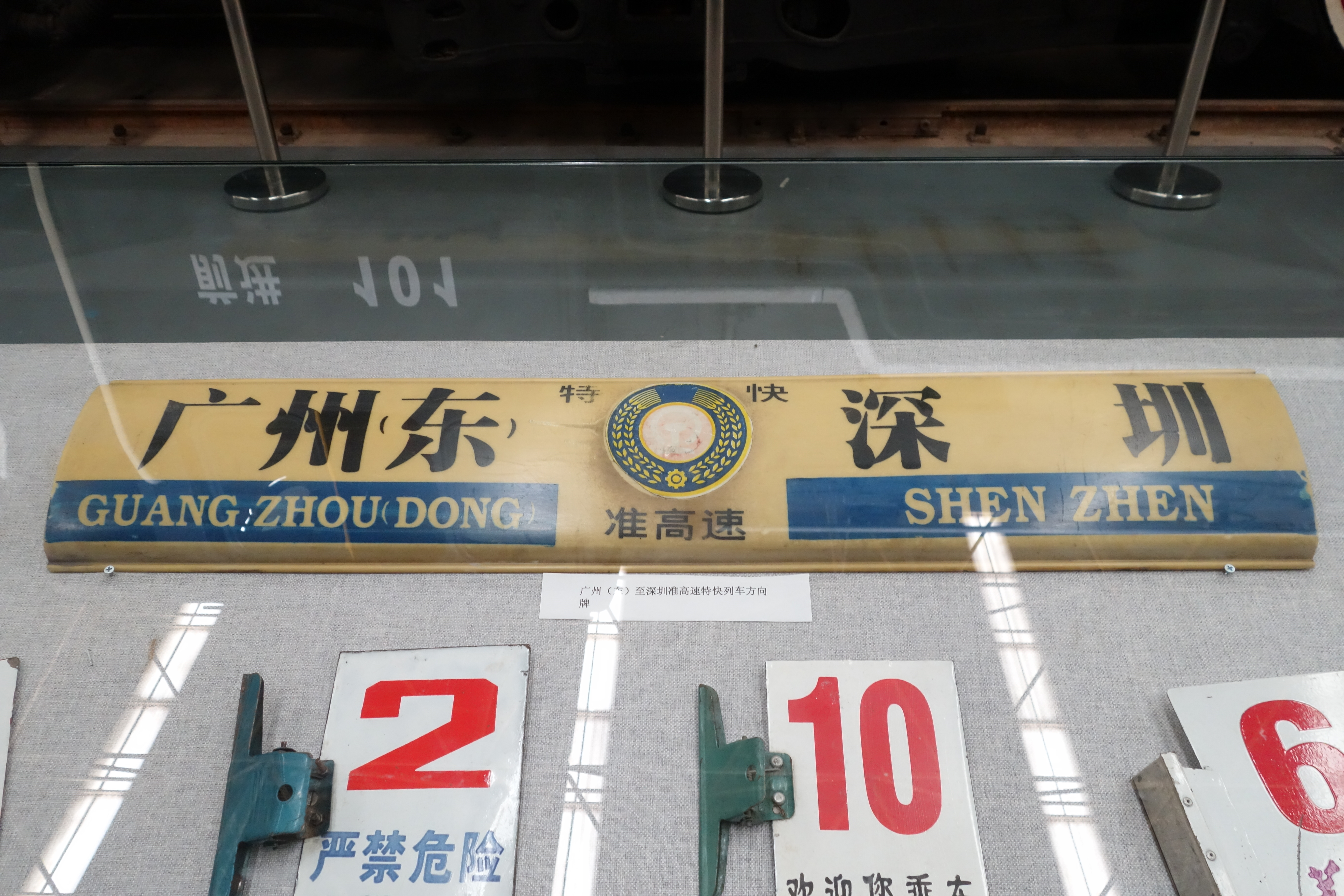
广深准高速列车开通初期的水牌

1980年代末，中国开始将眼光投向高速铁路，建设京沪高速铁路的构思也在酝酿之中。但当时中国高速铁路开发工作已经滞后世界水平几十年，技术差距较大，因此铁道部决定从国情实际出发，以时速160公里的准高速铁路作为突破口，为未来发展高速铁路进行探索和试验。选定试验区段对既有线路进行技术改造，可以用较少的投资、较短的时间将既有线路改造成能够开行时速160公里旅客列车的准高速铁路。而当时的广深铁路具有其它铁路线所没有的优越条件，包括不断增长的运输需求、地形条件较好、长度适中等，使其成为首要的试验目标。
铁道部于1989年，成立了由中国铁道科学研究院和广州铁路局组成的联合专家组，对广深线旅客列车的最高速度提高到160km/h进行了前期可行性研究。1990年，铁道部发布《铁计【1990】1号文》，正式将“广深铁路实现旅客列车最高速度160km/h的技术方案研究”列入1990年铁道部科学技术发展项目。同年，铁道部以《铁科技函【1990】474号文》下达了《广深线准高速铁路科研攻关及试验计划的通知》，至此，广深铁路准高速机车车辆、线路工程、信号系统、速度分级控制及安全评估试验等15重点技术攻关研究计划开始全面执行，其中东风11型准高速内燃机车、韶山8型准高速电力机车、25Z型准高速双层客车、25Z型准高速客车、准高速旅客列车速度分级控制、旅客列车移动电话系统，准高速铁路接触网及受流技术等8项专题列入“八五”国家科技攻关计划。
1990年9月，铁道部向国家计委报送了《关于广深铁路技术改造项目建议书的报告》；同年12月，国家计委批准立项。1991年4月，铁道部和广东省政府联合成立了广深准高速铁路建设领导小组。广深准高速铁路技术改造工程于1991年12月28日在石龙特大桥正式动工，由广州铁路局成立的广深准高速铁路建设指挥部负责建设，总投资48亿元人民币。工程主要有线路平面改造、改造既有小曲线半径、换铺60公斤/米的重型无缝路轨共197公里、正线道岔换成12号可动心道岔、线路两侧设隔离封闭栅栏、所有平交道口改为立体交叉、安装带超速防护功能的信号系统等，以及其他复线建设时未完成的后续工程，包括石龙段双线、广州东站改扩建等。对原有双线进行提速改造期間，为了使广深铁路适应广梅汕铁路、京九铁路开通以后运量增长的需要，及减少工程对日常运营的影响，广深铁路总公司决定利用原有的复线和准高速改造时废弃的路基和施工便道，并新建了部分线路，在广州东站至平湖站区段建成了第三线，长65.5公里。
广深准高速铁路设计速度160公里/小时，下元至平湖的准高速区段长98.5公里，其中新塘至石龙之间设有时速200公里的高速试验段。铁路采用从法国引进的U—T多信息自动闭塞及分级速度监控设备，采用四显示自动闭塞，使通过信号机具有四种显示，能预告列车前方多个闭塞分区占用状态；线路安装UM-71型轨道电路，机车安装TVM-300机车信号系统，列车追踪最小间隔时间为8分钟。1994年9月21日开始夜间综合试验；同年12月8日，完成了历时79天的提速试验，试验中准高速列车最高时速达到174公里。广深准高速铁路从1994年12月22日正式开通，成为中国第一条准高速铁路。
1996年，为配合京九铁路的兴建，广深铁路新建了平湖至深圳区间20公里的第三线、平湖南站、深圳北客技站等配套，广深线形成了两条时速160公里（一、二线）、一条时速120公里（三线）的三线铁路。
与此同时，中国铁路信号系统的革新也首先在广深铁路开始。1990年代初，中国引进了阿尔斯通公司的计算机联锁系统。该系统于1991年11月19日率先在广深铁路红海站开通使用，成为中国铁路干线上第一个计算机联锁车站。计算机联锁对车站值班员的操作命令及现场情况进行逻辑运算，从而实现对信号机及道岔等进行集中控制。

##### 电气化改造

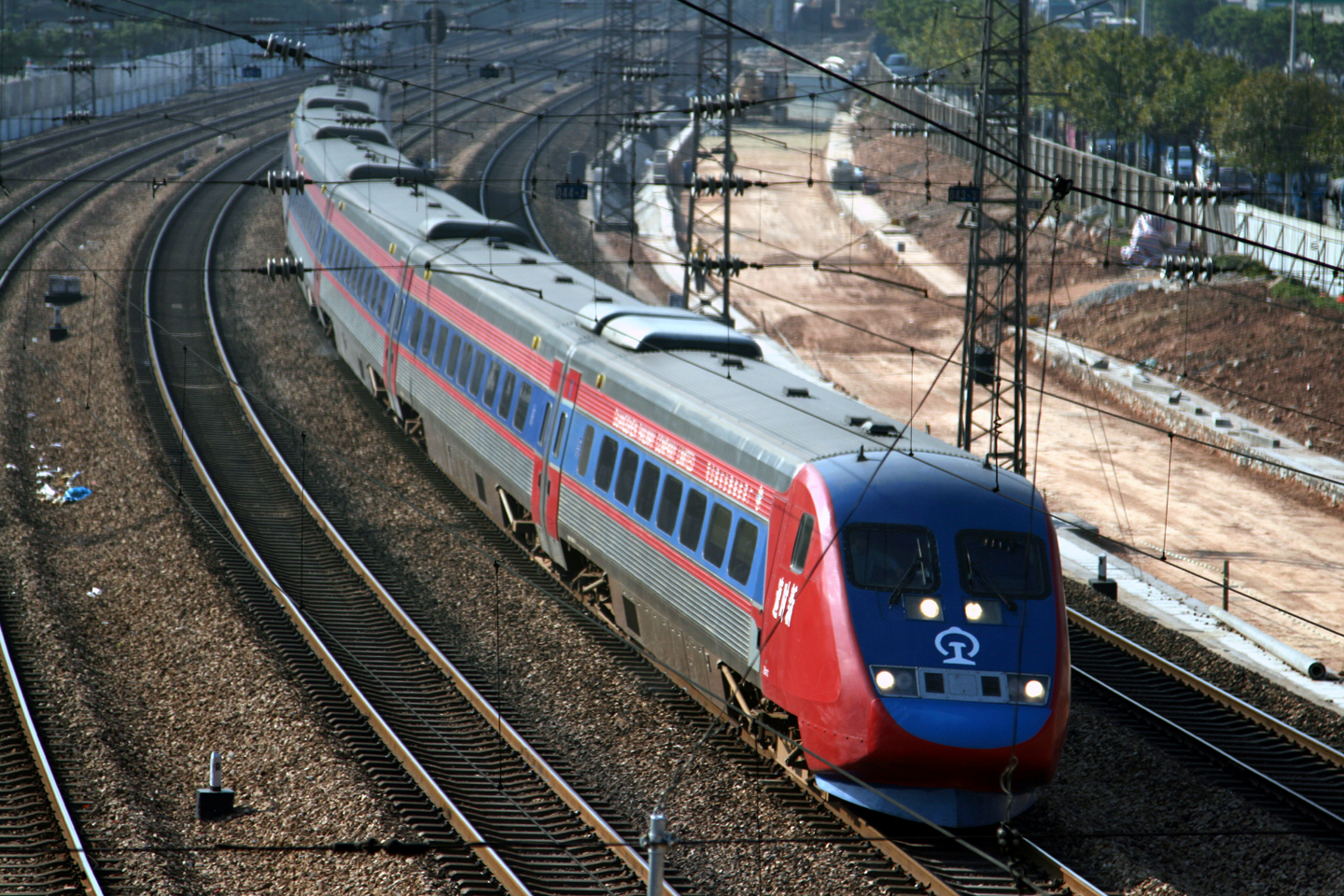
1998年引进的「新時速」X2000擺式高速动车组

广深准高速铁路原设计为電氣化鐵路，但由于1990年代初进行准高速改造时资金不足，故推迟了电气化的实施，在过渡阶段使用内燃机车牵引。至1996年，广深铁路总公司改制为广深铁路股份有限公司，并分别于香港交易所、纽约证券交易所挂牌上市，广深铁路运用发行H股募集资金及自有资金持续投入建设准高速铁路、高速电气化及配套工程。1996年6月，召开了广深高速电气化铁路实施方案论证会，确定广深线电气化建设以“先客运、后货运，先高速、后普速”为原则。1997年2月，总投资8亿元人民币的广深线高速电气化工程全面开工。本工程與香港九廣東鐵採用一致電化標準（25000V交流電，50Hz），以便列車在廣州至香港間暢通直達。
工程的重点在于延长原有的时速200公里试验段，进一步提高广深铁路一、二线的列车运行速度。石牌至平湖段108.5公里为满足时速200公里运行条件的高速区段，其中下元至茶山段27.14公里设有时速250公里的试验段；在时速200公里或以上的高速区段之内，首次采用截面面积为127平方毫米的铜绞线承力索和截面面积120平方毫米的银铜合金接触线的简单链形悬挂接触网，并试验在三线并行区段使用硬横跨悬挂接触网。此外，广深电气化铁路还采用了德国西门子供电监控设备和英国的自动过分相装置。
1998年5月28日，广深线高速电气化工程竣工，同年8月28日正式投入运营。广深铁路率先使用由瑞典租賃、最高營運速度达200km/h、命名为「新時速」的X2000擺式高速动车组运行广深城际列车。由於广深铁路全線採用了眾多达到九十年代國際先進水準的技術和設備，因此当时广深铁路獲视為中國高速鐵路的試驗基地和展示中國鐵路發展的“窗口”。广深准高速铁路有80多项科技成果獲授予1999年度铁道部科学技术进步奖，其中时速200公里电气化新技术获铁道部科技进步一等奖。
1999年6月8日，广深铁路三线（普速线）电气化工程动工，并于2000年9月16日竣工，廣深鐵路成為中國第一條三線並行、全線封閉、全线電氣化的鐵路干线。

##### 四线建设

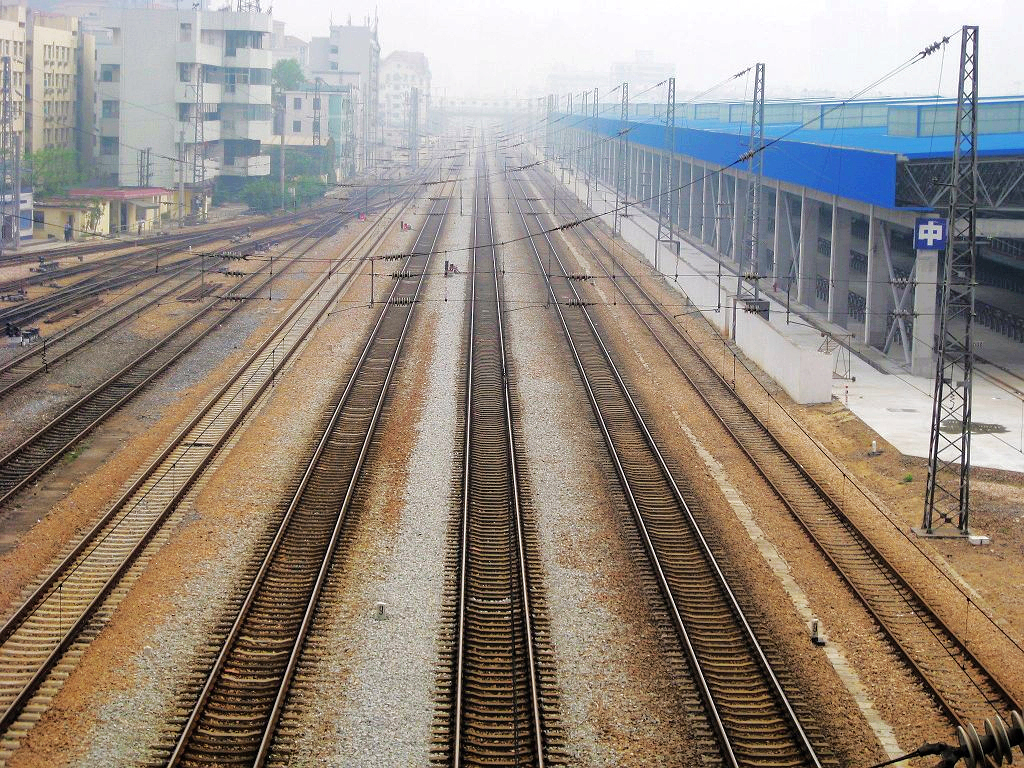
廣深鐵路笋岗站，各线由右至左分别为：
右二：广深下行普速线（III线）
右三：广深上行高速线（II线）
右四：广深下行高速线（I线）
右五：广深上行普速线（IV线）

至2000年代初，由于客货运量的快速增长，尽管广深铁路已经建成了三条电气化正线，但运输能力仍然日渐紧张，部分区段的通过能力以及达到或超过饱和。广深铁路三线原则上的分工为两部分：一、二线为准高速双线，供时速200公里高速列车、时速160公里准高速列车运行；三线为时速120公里的普速单线，供普通旅客列车、货物列车运行。但实际上由于第三线为单线铁路，造成部分普速旅客列车、甚至货物列车均在准高速双线上混跑，穿插于准高速双线与第三线运行。各种高速、准高速、普速客车以及货物列车混跑，除影响运输能力、调度指挥不便外，更可能会造成安全隐患和维护困难。因此，广深铁路股份有限公司于2001年开始考虑新建一条与第三线平行的四线，以实施高速与普速列车分线运行的目标。而在过渡期期间，在普速线沿线新建了塘美站、南社站等几个会让站，以提高运输能力。
2003年11月，广东省政府和铁道部签署了《关于加快广东省铁路建设等问题的会谈纪要》，其中就包括了广深铁路广州东至深圳之间增建第四线的规划等九大项目。2004年10月1日，铁道部、广东省政府关于加快广东铁路建设有关问题的会谈纪要签字仪式在广州举行；同月，铁道部正式批准立项建设广深铁路第四线。
2004年12月31日，广深铁路第四线局部开工建设。2005年8月26日，铁道部和广东省政府在石龙镇宣布广深四线建设全面开工，工程总投资52.6亿元人民币，主要由中铁二十五局集团承建。广深四线全长147公里，设计速度140公里/小时，需穿越35座桥梁，其中特大桥有3座（深圳铁路特大桥、下李朗三线铁路大桥、吉山特大桥），大中桥31座，并新建、改建站段21个。除了新建第四线外，工程同时对第三线进行了提速改造，设计速度由原来的120公里/小时提高到140公里/小时。
2007年4月18日，新建广深四线工程完工，在中国铁路第六次大提速当日投入运营，自此广深铁路成为中国第一条全程封闭、四线并行的铁路，实现高速旅客列车与普速客车、货物列车的分线运行，大大提升了综合运输能力，而广深城际列车的运行密度也因此得以大幅提高。广深四线开通之后，广州站至广州东站间平行运行图区间最大通过能力由每天188对增加到240对；高速线（一、二线）广州东站至深圳站间平行图最大能力由每天163对增加到190对；普速线（三、四线）广州东站至平湖站、及平湖站至深圳站的平行图最大能力由每天55对、60对，分别增加到188对、130对。
在广深四线建成通车的同时，于1911年3月建成、具有相当历史意义的石龙南桥停止使用。目前，广深铁路在东莞市石龙镇共有三座跨越东江南干流的铁路桥，分别为石龙南桥（1911年建成，单线，已停用）、石龙南特大桥（1994年建成，双线）、四线石龙南桥（2007年建成，双线）。

## 列车

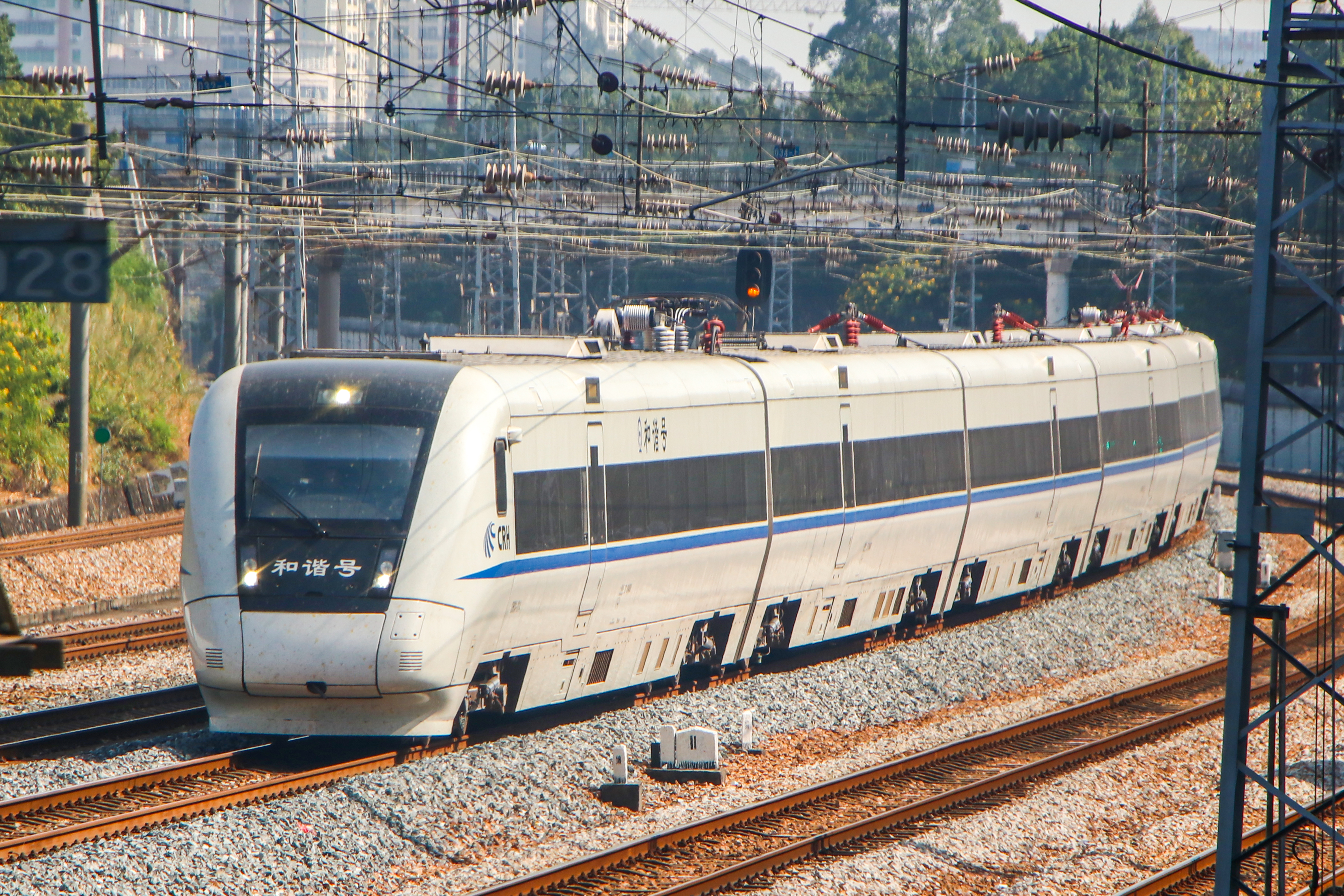
目前担当广深城际动车组列车的CRH1A运行在广州市区（2023年11月）

在改革开放之前的1959年，为方便香港到广州参加广交会的客商，广深铁路率先开行91／92次特快旅客列车并引入了众多有别于中国内其他国铁线路的新举措。随着进入改革开放时期，广深城际列车经历了与公路客运的竞争，受益于铁路提速，廣深铁路逐渐转化为「小编组、高密度、高速度」的「公交化」运输模式。自2007年和谐号电力动车组投入到廣深鐵路運行至2019年期間，广深城际車次主要使用CRH1A型电力动车组、CRH6A型電力動車組运行，高峰時期每天开行超过100对列车；然而隨著2019冠状病毒病疫情出現使城際服務需求下降，同時多條高速鐵路陸續與廣深铁路連通使跨線長途動車組車次有所增加，因此僅在廣州與深圳區間運行的城際車次數量已有所減少，城際車次更一度回復以CRH1A型電力動車组作為主要車型，直至2023年底CRH6A型電力動車组才调回廣深铁路再次擔當城際車次。
在1990年代實現電氣化、且當時屬全封閉的廣深鐵路一、二綫開行之列車以往大多數為廣深城際動車組列車。随着厦深铁路于2014年12月19日完成改造接入平湖南站Ⅰ场，实现广深铁路和厦深铁路的连通，广铁集团自2015年2月1日起，开行连接广州东至潮汕地區之跨线动车组列车。而自2020年9月廣深鐵路信號系統設備改造完成即全線具備客專標準版CTCS-2列控模式，以及2021年贛深客運專線與其連接廣深鐵路一、二綫之莞塘深、莞塘广聯絡線開通營運，广州东站可开行经深圳北站往香港、潮汕、厦门方向、在东莞南站调向往赣州方向的跨线动车组，以及深圳站往赣州方向的跨线动车组。于2023年12月26日开通廣汕鐵路亦可于新塘站接入廣深鐵路三、四綫往广州东站，現時已有多種類型之复兴号电力动车组及和谐号电力动车组在廣深鐵路擔當跨線車次。

## 車站列表

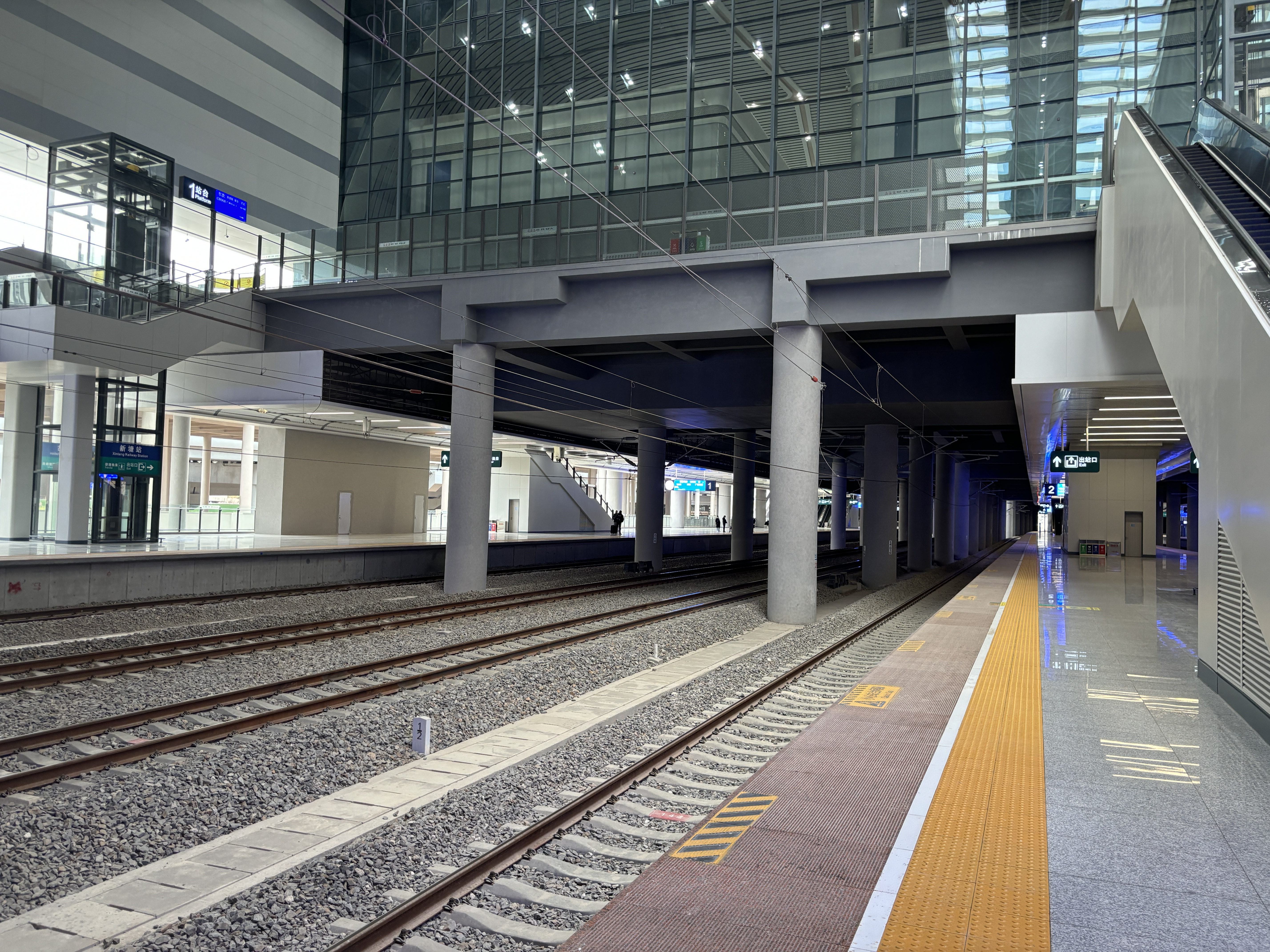
新塘站内的广深Ⅰ、Ⅱ线正线

●：该线上设置此站、●：该线上设置此站但不使用或另做他用、｜：该线经过但未设置此站、｜：该线原有车站已废止、－：该线不经过此站
| I/II线 | III/IV线 | 名称 （前称）       | 等級 | 类型       | 地理位置       | 运价里程                  | 开始營運 | 撤销年份      | 连接铁路                  | 备注 |
| ------ | -------- | ------------------- | ---- | ---------- | -------------- | ------------------------- | -------- | ------------- | ------------------------- | --- |
| －     | －       | 广州東 （大沙头站） | 特   | 客运站     | 广州市越秀区   | /                         | 1911年   | 1974年        |                           | 廣九線華段的始祖站場。停用後做過列車整備廠至1984年9月新廠啟用，再於1985年初被清拆。2017年在原址附近建成廣九鐵路紀念園。                |
| －     | ●        | 广州 （流花桥站）   | 特   | 客、货运站 | 广州市越秀区   | 0                         | 1974年   | /             | 京广铁路 广茂铁路         | 部分广深城际列车到发站 可换乘广州地铁2号线、广州地铁5号线                                                                              |
| －     | ｜       | 雲麓                | 4    | 货运站     | 广州市越秀区   | 4                         | 1947年   | 2009年        | 云永联络线                | / |
| ●      | ●        | 广州東 （天河站）   | 特   | 客、货运站 | 广州市天河區   | 8                         | 1940年   | /             | 大沙头旧线                | 广九直通车、广深城际列车到发站 可换乘广州地铁1号线、广州地铁3号线                                                                      |
| ｜     | ●        | 石牌                | 3    | 客、货运站 | 广州市天河區   | 14                        | 1937年   | /             |                           | 车站附近设石牌客技站、广州东动车运用所，现因穗深城际铁路建设增设客运站。                                                               |
| ｜     | ●        | 天河东 （原吉山站） | 3    | 客、货运站 | 广州市天河區   | 18（客运场） 20（货运场） | 1911年   | /             | 黄埔支线（货运场）        | 客运站预计可换乘廣州地鐵4號線、21號線黄村站。 客运站在之前为九运会加设的临时站，九运会结束后关闭，现因穗深城际铁路建设而再次设客运站。 |
| ●      | ●        | 下元                | 3    | 货运站     | 广州市黃埔区   | 28                        | 1975年   | /             | 黄埔新港支线 广州石化支线 | |
| ｜     | ｜       | 南岗                | 4    | 货运站     | 广州市黃埔区   | 32                        | 1911年   | 2009年        |                           | |
| ●      | ●        | 新塘                | 4    | 客运站     | 廣州市增城區   | 39                        | 1910年   | /             | 穗深城际铁路 广汕铁路     | 廣深城際列車停靠站 可轉乘广州地铁13号线                                                                                                |
| ｜     | ｜       | 塘美                | 4    | 会让站     | 廣州市增城區   |                           | 2001年   | 2007年        |                           | |
| ｜     | ｜       | 沙浦                | 5    | 会让站     | 廣州市增城區   | 45                        | 1917年   | 2007年        |                           | |
| ●      | ●        | 仙村                | 4    | 货运站     | 廣州市增城區   | 51                        | 1910年   | /             | 广石线                    | |
| ｜     | ●        | 石滩                | 4    | 货运站     | 廣州市增城區   | 60                        | 1911年   | 2009年-2020年 | 广石线                    | 不办理客货运业务 |
| ｜     | ●        | 红海                | 4    | 货运站     | 廣州市增城區   | 64                        | 1989年   | 2006年        |                           | 改为石龙站的红海货场 |
| ●      | ●        | 石龙                | 3    | 客、货运站 | 东莞市石龍鎮   | 69                        | 1911年   |               | 石龙港支线                | 广深城际列车停靠站 由2014年1月8日起停止客運服務                                                                                        |
| ●      | ●        | 東莞                | 2    | 客运站     | 东莞市石龍鎮   | 71                        | 2014年   | /             |                           | 广深城际列车、廣深線長途列車停靠站 东莞轨道交通2号线北端终点站                                                                         |
| ｜     | ●        | 茶山                | 4    | 货运站     | 东莞市茶山鎮   | 75                        | 1911年   | /             |                           | |
| ｜     | ｜       | 南社                | 5    | 会让站     | 东莞市茶山鎮   | 78                        | 2001年   | 2007年        |                           | |
| ｜     | ｜       | 横沥                | 4    | 货运站     | 东莞市横沥镇   | 84                        | 1911年   | 2009年        |                           | |
| ●      | ●        | 常平 （原东莞站）   | 2    | 客、货运站 | 东莞市常平鎮   | 90                        | 1911年   | /             | 京九铁路                  | 广九直通车、广深城际列车停靠站 |
| ｜     | ●        | 土塘                | 5    | 会让站     | 东莞市常平鎮   | 94                        | 2001年   | /             | 京九铁路                  | |
| ●      | ●        | 樟木头              | 3    | 客、货运站 | 东莞市樟木頭鎮 | 103                       | 1911年   | /             |                           | 广深城际列车停靠站 |
| ｜     | ｜       | 林村                | 4    | 会让站     | 东莞市塘廈鎮   |                           | 2001年   | 2010年        |                           | |
| ●      | ●        | 塘头厦              | 4    | 货运站     | 东莞市塘廈鎮   | 114                       | 1911年   | 2007年        | 赣深客运专线              | 仅高速线下行线、III/IV线设置站台 |
| ｜     | ｜       | 石鼓                | 4    | 货运站     | 东莞市塘厦镇   | 119                       | 1911年   | 2007年        |                           | |
| ｜     | ｜       | 天堂围              | 4    | 货运站     | 东莞市凤岗镇   | 122                       | 1911年   | 2009年        |                           | |
| ●      | ●        | 平湖                | 4    | 客、货运站 | 深圳市龍崗區   | 127                       | 1911年   | /             | 厦深铁路联络线            | 可换乘 深圳地铁10号线 广深城际列车停靠站 (2016年9月21日重新使用)                                                                       |
| ｜     | ●        | 平湖南              | /    | 货运站     | 深圳市龍崗區   | 131                       | 1997年   | /             | 平南鐵路 平鹽鐵路         | 仅IV线（普速上行线）接入 内设平湖编组站                                                                                                |
| ｜     | ｜       | 李朗                | 4    | 货运站     | 深圳市龍崗區   |                           | 1911年   | 2007年        |                           | |
| ｜     | ●        | 深圳东 （原布吉站）     | 3    | 客、货运站 | 深圳市龍崗區   | 139                       | 1911年   | /             |                           | 2008年開始進行改建， 2012年12月21日重新啟用， 可换乘 深圳地铁3号线、 深圳地铁5号线及 深圳地铁14号线。                                  |
| ｜     | ●        | 笋岗 （原深圳北站） | 1    | 货运站     | 深圳市罗湖区   | 144                       | 1962年   | /             | 清水河专用线              | 设笋岗客技站 |
| ●      | ●        | 深圳 （俗称羅湖站） | 1    | 客运站     | 深圳市罗湖区   | 147                       | 1911年   | /             | 港鐵東鐵綫                | 广深城际列车到发站 关内可换乘 深圳地铁1号线、 深圳地铁9号线 出关后可换乘 港鐵東鐵綫                                                    |

## 支线
- 白云军用线（原称“白云机场铁路”）：是广州市白云区内一条铁路废线，为当时旧白云机场旁的白云机场油库提供航空煤油而设的铁路。线路于1931年8月5日开工，1932年8月5日竣工启用，2004年8月5日，随着新机场的启用，该铁路正式停运。现保留作军事用途。
- 黄埔支线：位于广州市黄埔区，连接了吉山站和黄埔港附近的黄埔站，全长5.4公里，由侵华日军在广州沦陷后修建[48]。
- 天文台专用线（原称“天文台支线”）：原为侵华日军在广州沦陷后修建的铁路支线，1949年后改为专用线。线路自石牌站出岔，连接至原广州市立气象台。后陆续延伸至3.012公里。现保留作军事用途。
- 黄埔新港专用线：位于广州市黄埔区，连接了下元站和黄埔新港附近的新港站，全长59.6公里，于1974年开工，1976年建成通车[49][50]。
- 平鹽鐵路：位于深圳市，连接了平湖南站和鹽田碼頭。目前只有少數貨運列車行走。
- 平南鐵路：位于深圳市。該支線不僅连接了平湖南站和南山区的蛇口港、赤灣港和媽灣港，而且是目前前往深圳西站的唯一鐵路線。不過現階段為了配合前海深港現代服務業合作區的發展，平南鐵路在前海深港現代服務業合作區的路段將會進行地下化工程。深圳西站以南連接蛇口港、赤灣港和媽灣港站的铁路线已經被拆除。而深圳西站則是因為缺乏擴容條件，附近亦無空間興建臨時／永久車站，因此將會拆除，而職能將會轉移至同線西麗站[51]。根據深圳铁路枢纽总图规划（2016—2030年），深湛鐵路、赣深客运专线將以西麗站為起點／終點。此外，該支線還設有一條可以前往深圳地鐵5號線的塘朗車輛段的聯絡線。這是目前深圳地鐵唯一一條可以與國鐵系統聯絡的联络线。

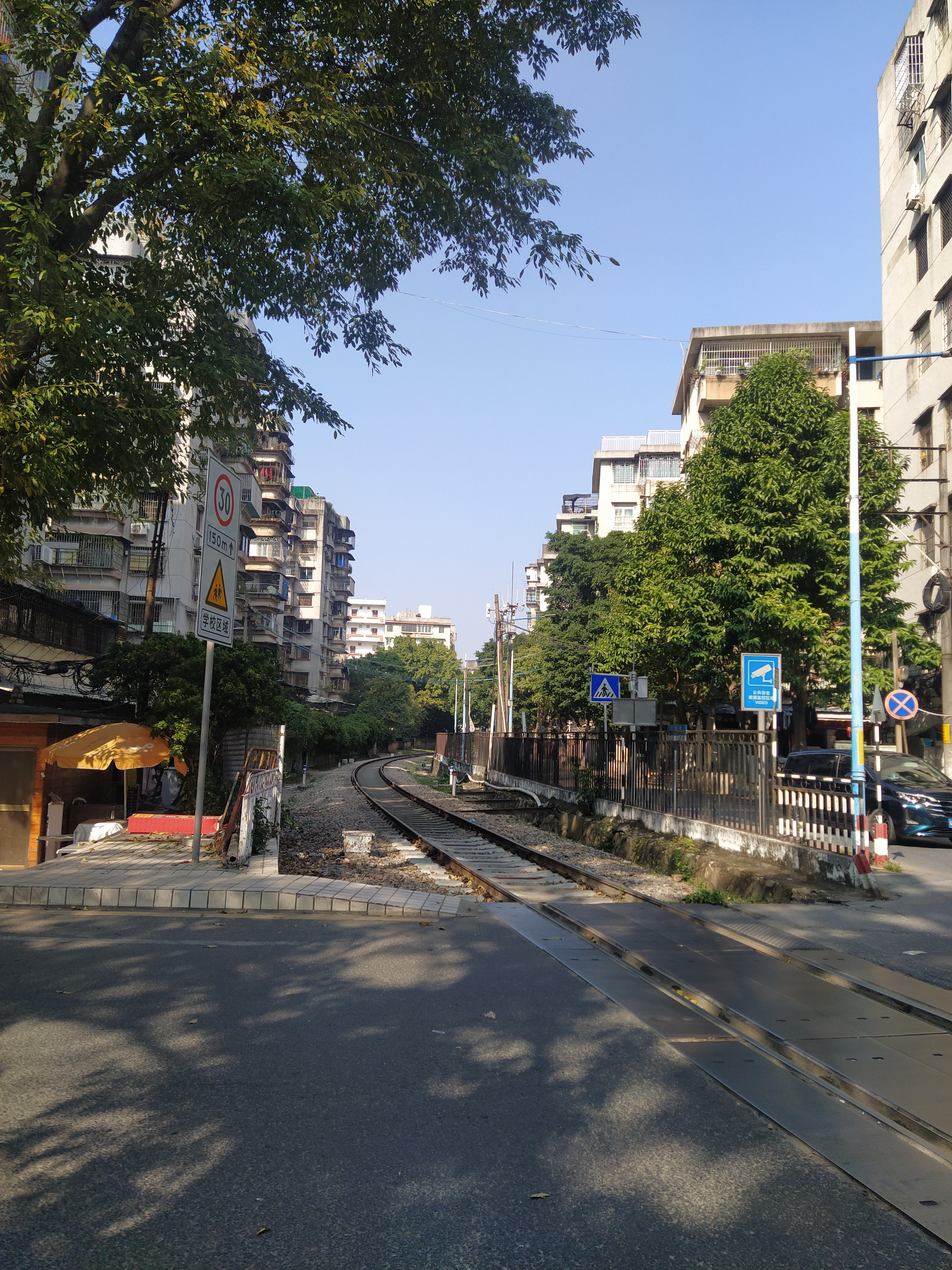
白云军用线桂花岗道口
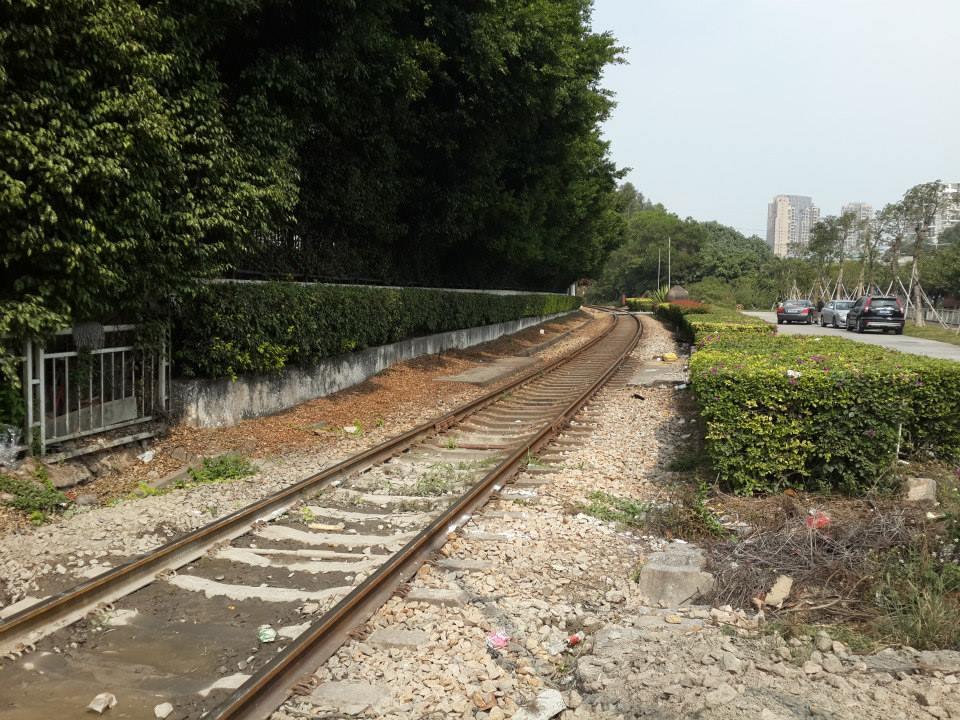
平南鐵路近月亮灣大道的一段，2016年已經被拆除。

## 外部連結
- 广深铁路股份
- 广深20多元火车票不是没有是不卖
- 广深全线车站采风 （页面存档备份，存于）

1. ↑  根據廣深鐵路股份有限公司2022年年度報告[37]提及：「自2021年12月10日贛深高鐵開通運營後，公司陸續開行了部分前往贛深高鐵方向的跨線長途動車組列車；以及自2021年4月1日起，公司積極向行業主管部門申請增開了部分跨線長途動車組列車」(參見:2022年度報告[37]第三節 "董事會報告" 第5項 "報告期內主要經營情況的討論與分析" 之「收入和成本分析」)。
2. ↑  根據官方2019年度社會責任報告[38]，該年度「廣深城際列車(為)105對」(見第14頁頂部)；惟按照2020年之年度報告[39]提及：「受新冠肺炎疫情影響，旅客出行意願明顯下降，列車開行對數大幅減少」(參見:2020年度報告[39]第四節「董事會報告」之「收入和成本分析」)。